# لينتوزوماب
لينتوزوماب جسم مضاد وحيد النسيلة مأنسن يستخدم لعلاج السرطان، طورته سياتل جنتكس (Seattle Genetics) لعلاج ابيضاض الدم النقوي الحاد وهو المرض الذي يتسبب بوفاة 9000 مريض سنوياً في الولايات المتحدة. يؤثر لينتوزوماب على بروتين يدعى بـ(CD33) الذي يظهر في حالات ابيضاض الدم النقوي الحاد وأمراض التكاثر النقوية لكنه لا يظهر على الخلايا الطبيعية.
سياتل جنتكس في عام 2010 كانت تجري المرحلة الثانية التجارب السريرية على لينتوزوماب مع بورتيزوميب لعلاج أمراض التكاثر النقوية هذه.

## الأدوية المنافسة
- جيمتوزوماب أوزوغاميسين: سحب من الأسواق في حزيران 2010 لأن التجارب السريرية أظهرت عدم جدواه للمرضى.
- كلوفارابين [الإنجليزية]: فشل في الحصول على موافقة إدارة الغذاء والدواء في تشرين الأول 2009 لعلاج ابيضاض الدم النقوي الحاد بحجة حاجة إلى تجارب سريرية إضافية.[2]